# ناثان جورج
ناثان جورج (بالإنجليزية: Nathan George)‏ ممثل أمريكي بدأ مسيرته الفنية سنة 1968. فاز بجائزة دراما ديسك. امتدت مسيرته الفنية لأكثر من 29 عاما.

## الأعمال
- كلوت
- أحدهم طار فوق عش الوقواق

## روابط خارجية
- ناثان جورج على موقع IMDb (الإنجليزية)
- ناثان جورج على موقع ألو سيني (الفرنسية)
- ناثان جورج على موقع أول موفي (الإنجليزية)
- ناثان جورج على موقع قاعدة بيانات برودواي على الإنترنت (الإنجليزية)
- ناثان جورج على موقع قاعدة بيانات الأفلام السويدية (السويدية)
- ناثان جورج على موقع قاعدة بيانات الفيلم (الإنجليزية)
- ناثان جورج على موقع كينوبويسك (الروسية)